# ترس‌های خصوصی در مکان‌های عمومی (فیلم)
ترس‌های خصوصی در مکان‌های عمومی (انگلیسی: Private Fears in Public Places) فیلمی فرانسوی در سبک کمدی درام به کارگردانی آلن رنه محصول سال ۲۰۰۶ است بر اساسِ نمایشنامه‌ای به همین نام از آلن آیکبورن. این فیلم برنده چندین جایزه از جمله شیر نقره‌ای جشنواره فیلم ونیز شد. هنگام انتشار، فیلم در مطبوعات فرانسه واکنش‌های مثبت بسیاری دریافت کرد؛ در حالی که شوق مردم سنجیده‌تر بود؛ با اینکه در باکس آفیس هم این بازتاب داشت.